# Conseil national syrien
Pour les articles homonymes, voir CNS.
Le Conseil national syrien (CNS) est une autorité politique de transition créée le 15 septembre 2011 à l'occasion de la guerre civile syrienne, et lancée les 1er et 2 octobre 2011 à Istanbul, en Turquie, pour coordonner tous les opposants à mener des opérations contre le régime de Bachar el-Assad, aussi bien en Syrie que dans des pays tiers.
Ce conseil, dominé par les sunnites, réunit plus de 30 groupes d'opposition dont les Frères musulmans (qui y sont majoritaires,,), des libéraux mais aussi des partis kurdes et assyriens. Il est composé de 400 membres et son président est Georges Sabra.
Malgré sa reconnaissance par certains pays de la communauté internationale, le blocage au conseil de sécurité des Nations unies, avec les deux vétos de la Russie et de la Chine, n'a pas permis aux Casques bleus d'intervenir directement dans le conflit et de soutenir le Conseil national syrien.
Le 11 novembre 2012, le CNS adhère à la Coalition nationale des forces de l'opposition et de la révolution dont il est la principale composante.

## Historique

### Gestation et création de l'organisation
Un Conseil national de Syrie (arabe : المجلس الوطني السوري) avait été initialement formé en 2005 pour protester contre le régime Assad.[réf. nécessaire]
« Au cours du mois d'août 2011, un groupe de 26 universitaires et activistes de diverses tendances, pour la plupart sans antécédents dans la lutte politique et pour cela bientôt désignés sous le vocable de "technocrates", [se réunit] pour tenter [...] de mettre en place une véritable instance de représentation » pour l'opposition syrienne et sur une autre base que celle du Comité national de coordination des forces de changement démocratique (CNCD), créé un peu plus tôt dans l'année : une première liste est dressée de Syriens s'opposant à Bachar el-Assad. Le 29 août 2011, l'activiste Dhiyaeddin Darghmouch annonce sur Al Jazeera que 94 Syriens sont pressentis pour faire partie d'un "Conseil National Intérimaire", dont la présidence est proposée à Burhan Ghalioun. Mais les personnalités sollicitées s'abstiennent pour la plupart de donner leur accord à ce projet. Ce n'est que le 15 septembre 2011 qu'un groupe d'universitaires et d'activistes annonce la création d'un "Conseil National Syrien" de 140 membres : « les Syriens de l'intérieur y [disposent] de 60 % des sièges, contre 40 % à ceux de l’extérieur, et 52 % de ses membres [représentent] le mouvement de la révolution et les jeunes révolutionnaires. Les noms de 71 membres seulement [sont] dévoilés. »
Le 2 octobre 2011, au terme d'un premier congrès à Istanbul lancé à l'initiative des Frères musulmans, « une nouvelle formule de "Conseil National Syrien", brièvement désigné sous le vocable de "Conseil National Syrien élargi", est adoptée. Ses membres sont portés de 140 à 230, répartis entre les organisations politiques qui acceptent d'y siéger : la Déclaration de Damas, les Frères musulmans, différentes composantes du mouvement révolutionnaire, des partis kurdes, l'Organisation Démocratique Assyrienne, le bloc des "technocrates" à l'origine de la précédente mouture et des personnalités indépendantes ».

### Une évolution tendue et mouvementée
Le 9 octobre 2011, le ministre des Affaires étrangères syrien Walid al-Mouallem annonce que le régime prendra des mesures contre les pays qui reconnaîtront le CNS. Un jour plus tard, le Conseil national de transition libyen est la première autorité à reconnaître officiellement le CNS comme unique représentant du peuple syrien. La France lui apporte son soutien le 10 octobre.
Le 29 novembre 2011, l'Armée syrienne libre reconnaît l'autorité du Conseil national syrien.
Le 6 décembre 2011, le chef du Hezbollah Hassan Nasrallah accuse le CNS de vouloir détruire la Syrie et déclare : "Le soi-disant Conseil national syrien, formé à Istanbul, et son leader Burhan Ghalioun (...) se font concurrence pour présenter leurs lettres de créance aux États-Unis et à Israël". Ces déclarations font suite aux dires de Burhan Ghalioun qui estimait que si la Syrie était dirigée par le CNS, les liens militaires avec l'Iran, le Hezbollah et le Hamas seraient coupés.
Le 19 décembre 2011, le CNS tient un congrès à Tunis où il revendique la création d'une "zone tampon". Lors de ce congrès, la prolongation de deux mois du mandat exercé par le président Burhan Ghalioun crée un litige : celle-ci est imposée par les Frères musulmans, alors que certains membres issus du Courant national syrien et de la Déclaration de Damas demandent l'établissement d'un collège électoral qui désignerait le président sur la base d'un vote démocratique.
Le 30 décembre 2011, le CNS parachève un accord autour des principes d'une période de transition avec le mouvement d'opposition concurrent, le Comité national de coordination des forces de changement démocratique en Syrie (CNCD), mais il est finalement renié par le président du CNS Burhan Ghalioun, la frange islamiste du CNS n'ayant pas été consultée d'après l'universitaire Barah Mikaïl. Cet accord a également été dénoncé par des manifestants à Homs.
En janvier 2012, le CNS publie sur son site internet un rapport intitulé "Une zone de sécurité pour la Syrie", rédigé par le politologue Michael Weiss et produit par le Strategic Research and Communication Centre (un centre de réflexion londonien). Celui-ci préconise, dans l'hypothèse d'une libération d'une partie du territoire syrien, une « campagne de frappes aériennes préventives » contre le système de défense aérienne syrien, afin de permettre aux aviations occidentales de protéger la zone libérée, et ce en obtenant une autorisation de l'Assemblée générale des Nations unies (plutôt que du Conseil de sécurité). Mais selon Bassma Kodmani, il ne peut être considéré comme une déclaration officielle du mouvement et remplacer sa revendication d'une "zone tampon".
Le 26 février 2012, une vingtaine de membres du CNS font sécession en critiquant notamment son mode de fonctionnement, et créent une organisation concurrente, le Groupe patriotique syrien, présidé par Haytham al-Maleh. Le fait que Burhan Ghalioun ait été réélu à Doha au Qatar le même mois avait déjà provoqué des critiques et des départs au sein du mouvement,.
En mars 2012, le CNS subit une nouvelle défection : celle de son conseiller militaire, le général Akil Hachem. Celui-ci avance comme motif le refus par l'organisation d'une intervention militaire internationale en Syrie.
Le 1er avril 2012, le CNS annonce qu'il va verser des salaires aux membres de l'ASL.
En juin 2012, Burhan Ghalioun, président du mouvement depuis sa fondation mais démissionnaire en mai et critiqué pour de multiples raisons (notamment sa trop grande proximité avec les Frères musulmans et le manque de coordination entre le CNS et les militants sur le terrain), est remplacé à son poste par Abdel Basset Sayda,.
Le 28 août 2012, Bassma Kodmani, personnalité influente du CNS, annonce sa démission en déplorant le manque de crédibilité de l'organisation. Elle est suivie par d'autres membres qui expliquent leur décision « par des rivalités parmi les dirigeants et par l'insuffisance des actions entreprises dans un conflit armé qui dure depuis plus de 17 mois ».
Le président Abdel Basset Sayda a seulement appelé à installer une zone de non-survol au-dessus des zones frontalières syriennes et s'en tient donc à la position officielle du CNS depuis le congrès de Tunis.

### Fin de l'année 2012: élargissement et adhésion à la«Coalition nationale»
Le 2 septembre 2012, Georges Sabra, porte-parole du CNS, annonce une Assemblée générale de l'organisation à la fin du mois : celle-ci devrait alors accueillir au moins 5 ou 6 nouveaux groupes d'opposition (mais sans inclure des proches du Comité national de coordination pour le changement démocratique (CNCD), groupe rival du CNS) ; passer de moins de 300 membres à 400 ; et renouveler ses dirigeants en permettant à l'assemblée d'élire le secrétariat général, lui-même chargé d'élire le comité exécutif et le président. Le mandat du président Abdel Basset Sayda est également prolongé d'un mois.
Le 31 octobre 2012, la Secrétaire d'État des États-Unis Hillary Clinton déclare : « Nous avons clairement dit que le CNS ne peut plus être considéré comme la figure de l'opposition. Il peut faire partie d'une opposition élargie, mais cette opposition doit intégrer des personnes qui se trouvent en Syrie ». Les responsables du CNS réagissent violemment à ces propos. Dans le même temps, des délégués du CNS, des chefs de l'Armée syrienne libre ainsi que d'autres groupes rebelles s'engagent à s'unir derrière un gouvernement provisoire.
Le 5 novembre 2012, le CNS réuni à Doha s'élargit à 13 nouveaux groupes d'opposition ainsi que des indépendants, soit l'équivalent de 200 nouveaux membres (pour un total de 400). Le 8 novembre, un nouveau secrétariat général de 40 membres est élu, où les membres appartenant aux Frères musulmans demeurent majoritaires.
Le 9 novembre, après avoir élu un nouveau bureau exécutif au sein duquel apparaissent trois nouveaux membres, le Secrétariat général (par 28 voix sur 41) élit un nouveau président en la personne de Georges Sabra, ancien communiste de confession chrétienne et ancien instituteur de 65 ans, qui remplace à ce poste Abdel Basset Sayda. Dans le même temps, les comités locaux de coordination quittent le mouvement.
Le 11 novembre, le CNS signe un accord avec d'autres organisations pour former la Coalition nationale des forces de l'opposition et de la révolution, un organisme devant représenter les intérêts de tous les opposants au régime de Bachar el-Assad et ayant pour objectif de former un gouvernement provisoire ou de transition qui agira sur tous les territoires syriens contrôlés par l'opposition. Cette signature intervient après des tensions dans les pourparlers, le CNS ayant menacé de ne pas rejoindre le mouvement, ce qui amena le premier ministre du Qatar Hamad ben Jassim Al Thani et le ministre des affaires étrangères des Émirats arabes unis à intervenir. La coalition, dans laquelle le CNS a obtenu 22 des 60 sièges, refuse tout dialogue avec le régime syrien et reçoit dès sa création les critiques du Forum démocratique de Michel Kilo, qui estime qu'elle porte encore trop la marque du CNS. Selon le politologue Salam Kawakibi, ce dernier aurait réussi à prendre le contrôle de la nouvelle instance : « C'est eux qui ont imposé le terme de coalition, pour signifier qu'ils gardent leur identité. Ils auraient aussi exigé 40 % des postes. Ils devraient pouvoir contrôler la coalition à travers des alliances avec des groupes et des indépendants ».
En janvier 2013, le CNS propose un plan de transition prévoyant la formation d’un gouvernement intérimaire dans les « zones libérées » et ayant la garantie d'être reconnu par la communauté internationale.
En octobre 2013, le CNS indique qu'il ne participera pas à une deuxième conférence internationale sur la Syrie, dite « Genève 2 » : son chef, Georges Sabra, menace de se retirer de la coalition d'opposition au régime de Bachar Al-Assad si le Conseil y prenait part, « vu les circonstances actuelles » sur le terrain en Syrie. D'après Le Monde, le CNS « rassemble les "faucons" de l'opposition, qui refusent toute négociation de paix avant le départ de M. Assad du pouvoir ».  

## Fonctionnement et composition
L'assemblée générale élit le secrétariat général du mouvement, qui représente les différentes mouvances du CNS et qui élit lui-même le président pour un mandat de 3 mois renouvelable ainsi que les membres du bureau exécutif.
Abdel Basset Sayda (Bloc kurde), Farouq Tayfour (Frères musulmans), Nadhir Al Hakim (Coalition nationale de Protection des Civils), Abdulahad Astepho (Organisation démocratique assyrienne), Khaled Al Saleh (Courant national), Ahmed Ramadan (Groupe d’Action nationale), Hicham Mourouweh (indépendant), Salem Al Maslat (Conseil des Tribus syriennes), Huseïn Al Sayyed (Conseil suprême de Commandement de la Révolution) et Jamal Al Ward (Mouvement révolutionnaire) composent le bureau exécutif en compagnie du président Georges Sabra (Déclaration de Damas).

## Finances
Le 31 octobre 2012, le CNS publie un document dans lequel il récapitule les sommes reçues depuis sa création et détaille l’usage qui en a été fait. À cette date, les dons reçus s'élèvent à 40,4 millions de dollars, soit environ 31,1 millions d’euros. Le principal contributeur est la Libye (20,4 millions de dollars), suivie du Qatar (15 millions) et des Émirats arabes unis (5 millions). La France a également contribué au financement du CNS, une partie des 12 millions d'euros versés par le pays à l'opposition syrienne étant revenue à l'organisation. Quant aux dépenses, elles atteignent 29,7 millions de dollars, soit environ 22,8 millions d’euros, dont 89 % ont été utilisés pour l'aide humanitaire et le secours.

## Critiques

### Liens avec le Qatar
Pour l'universitaire Fabrice Balanche, le CNS est financé par le Qatar qui l'a constitué, et n'est composé que d'exilés ayant peu de contacts avec les militants sur le terrain. Pour l'universitaire Thomas Pierret, « le Qatar veut clientéliser tous les membres du CNS dans le but de placer l'opposition sous sa tutelle ». Ce point est contesté par les dirigeants du CNS, notamment Najib Ghadbian du Secrétariat général qui assure que le mouvement est "une initiative des Syriens eux-mêmes" et qui nie toute influence de l'Amérique, de l'Occident ou du Qatar dans l'évolution de la révolte syrienne. Néanmoins, pour Radwan Ziadeh, membre du CNS, « le Qatar s’est montré le meilleur allié du peuple syrien ».

### Liens avec la France et les États-Unis
Le CNS est vivement critiqué par l'un des groupes d'opposition rivaux, le Comité national de coordination pour le changement démocratique (CNCD), qui l'accuse d'être « un club à la solde de Washington ». D'après L'Humanité, le CNS aurait été « imaginé à Paris  par un groupe déjà activé il y a quelques années par Jacques Chirac et Alain Juppé, peu après la mort du premier ministre [du Liban] Rafic Hariri ». Pour Le Point, « la France veillerait à ce qu'aucun autre groupe d'opposition n'émerge à l'étranger », ce qui expliquerait l'opposition du ministère des Affaires étrangères français à la tenue en octobre 2011 d'une conférence de presse de Syriens de l'intérieur, dont l'opposant historique Michel Kilo. Fabrice Balanche estime quant à lui que « la France ne veut pas déplaire aux Qataris, avec lesquels elle entretient des liens diplomatiques et économiques privilégiés ».

### Mainmise des Frères musulmans
Pour Haytham Manaa, responsable à l'étranger du CNCD, les personnalités qui occupent les postes de premier plan du CNS « ne sont qu'une façade, afin de mieux cacher les islamistes, qui dominent le CNS ». De fait, un tiers des membres du CNS sont issus des Frères musulmans, ce qui les rend majoritaires au sein du Conseil,. Or, les Frères musulmans syriens sont financés essentiellement par le Qatar et des pétromonarchies du Golfe,. Kamal al-Labwani, ancien membre du CNS ayant démissionné en mars 2012, accuse également les Frères musulmans de détourner les fonds financiers et les moyens du CNS, notamment des armes, pour « bâtir leur propre base populaire ». Imad Houssari, démissionnaire du CNS et membre des comités locaux de coordination, affirme de son côté que les Frères musulmans veulent contrôler le budget de l'organisation et que certains d'entre eux financent des groupes salafistes. Enfin, Walid Al Bounni, adhérent du CNS, a quitté le mouvement pour protester contre leur influence.

### Critiques diverses
Le CNS fait par ailleurs l'objet de l'hostilité de la Commission Générale de la Révolution Syrienne (CGRS), la mouvance d'opposition majoritaire à l'intérieur de la Syrie qui critique notamment son inefficacité sur le terrain. Les comités de coordination locaux qui composent le CNS finissent d'ailleurs par geler leur adhésion au début de l'été 2012, puis par quitter définitivement l'organisation en novembre 2012 en accusant les Frères musulmans d'en avoir pris le contrôle.
De son côté, le colonel Riyad Al Asaad, commandant de l'Armée syrienne libre (ASL), accuse les membres du CNS d'être des « opportunistes » et d'être déconnectés de la réalité des combats. L'ASL critique plus globalement le CNS pour être incapable de lui fournir suffisamment d'armes. Certains membres du CNS ont fait défection à cause de ce manque de soutien à l'ASL.
Haytham Manaa, responsable à l'étranger du CNCD, dit refuser qu'un seul groupe s'autoproclame à la tête du pays et décide pour les autres ; Bassma Kodmani, démissionnaire du CNS en août 2012, fait écho à cette attaque en déclarant que « le CNS ne travaille pas bien avec les autres groupes d'opposition ».

## Soutiens et reconnaissances
Le Conseil national syrien a demandé à être reconnu au sein de la communauté internationale, mais il ne veut pas non plus être considéré comme un gouvernement en exil.

## Sources
- (en) Cet article est partiellement ou en totalité issu de l’article de Wikipédia en anglais intitulé « Syrian National Council » (voir la liste des auteurs), pas entièrement traduit.